# Будак, Уфук
Уфук Будак (нем. и азерб. Ufuk Budak; род. 26 мая 1990, Хайденхайм-на-Бренце) — азербайджанский и немецкий футболист турецкого происхождения, защитник.

## Клубная карьера
В детстве Уфук играл за немецкий клуб «Ульм 1846». В 2009 году начал играть за молодёжный состав этой же команды. В основном составе провёл 8 игр.
В 2010 году перешёл в клуб «Фрайбург» из одноимённого города, где также выступал только за 2-ю команду. За «Фрайбург II» сыграл 43 матча.
В 2012 переехал в Турцию, в клуб «Эскишехирспор», рассчитывая там заиграть в основе клуба. Тем не менее, за 2 сезона ни разу не вышел на поле в составе основной команды.

## Сборная Азербайджана
С 2009 года Уфук получал приглашения от юношеской и молодёжной сборной Азербайджана. В 2011 году впервые он был замечен тренером основной сборной Азербайджана Берти Фогтсом. Дебютная игра за основную сборную страны состоялась в Баку, 10 августа 2011 года во время товарищеского матча против сборной Македонии, закончившейся со счетом 0:1.